# داغستانيون
داغستانيون (بالأوارية: Дагъистаниял) (بالروسية: Дагестанцы) - هم مجموعة عرقية مسلمة تعيش في منطقة القوقاز الشمالي بروسيا الاتحادية وبالتحديد في جمهورية داغستان. تطلق لفظ داغستانيون على عدة القوميات والشعوب لكون داغستان تجمعهم.

## اللغات
تحتل جمهورية داغستان المرتبة الأولى بين أقاليم روسيا من حيث عدد القوميات التي تقطنها، حيث يقطن فيها ما يزيد عن 60 شعبا وقومية بما فيها أكثر من 30 قومية أصلية، وهم: (الأَوَارْ، الدَّرْغِينْ، اللِّزْغِينْ، الكُمُوكْ، اللَّاكْ، النُّوغَايْ، التَّبَسَرَانِيُّونْ، الأَغُولْ، الرُّتُولْ، التْسَاخُورْ وإلخ).
إضافة إلى ذلك تعيش في الجنوب الغربي من داغستان 14 شعبا التي تلحق بالشعب الآوار في التعداد الرسمي.
وكانت داغستان تسمى في العصور القديمة بـ «جبل اللغات» إلى جانب «بلاد الجبال».
تتحدث شعوب داغستان بلغات تعود إلى الأسر اللغوية الأساسية الأربع، وهي اللغات الإيرانية واللغات السلافية واللغات التركية واللغات الداغستانية. وبموجب دستور الجمهورية فان اللغة الروسية وكل اللغات الداغستانية تعتبر لغات رسمية في داغستان. إلا أن 14 لغة فقط لها كتابة خاصة بها، وهي: اللغات الأَوَارِيَّة، والأغُولِيَّة، والأذرية، والدَّرْغِنِيَّة، والكُمُوكِيَّة، واللَّاكِيَّة، واللِّزْغِنِيَّة، والنُّوغَاي، والرُّوسِيَّة، والرُّوتُولِيَّة، والتَّبَسَرانِيَّة، والتَّاتِيَّة، والتْسَاخُورِيَّة، والشِّيشَانِيَّة.
يبلغ عدد سكان داغستان إلى 2.963.918 نسمة (2014)، منهم 57.6٪ سكان الأرياف، وحصة سكان الحضر هو 42.4٪.
الكثافة السكانية 96.85 شخص في كم2. ويقيم خارج داغستان أكثر من 700 ألف نسمة.
معدل المواليد 5.19 لكل ألف من السكان (المركز الثالث في روسيا الاتحادية بعد جمهوريتي إنغوشيا والشيشان). متوسط عدد الأطفال لكل امرأة 13.2.